# Torenia fournieri
La  torenia (Torenia fournieri) es una planta anual en la familia Linderniaceae, con flores azules, blancas y rosadas que usualmente tienen marcas amarillas. Por lo general, se cultiva como una anual, llegando a 25-35 cm de alto. Tiene hojas opuestas simples, o subopuestas, con bordes dentados.